# Liste von Persönlichkeiten aus Mendrisio
Diese Liste enthält in Mendrisio geborene Persönlichkeiten und solche, die in Mendrisio ihren Wirkungskreis hatten, ohne dort geboren zu sein. Die Liste erhebt keinen Anspruch auf Vollständigkeit.

## Persönlichkeiten
(Sortierung nach Geburtsjahr)

### Bis 1749
- Familie Bosia (Busioni).  Adelsfamilie aus Mendrisio[1][2]
  - Enrico (Ardricus) Bosia (* um 1230 in Mendrisio; † nach 1286 in Bellinzona), Priester, Erzpriester von Bellinzona (1274–1286)[1]
  - Ruggero Bosia (erwähnt 1268 in Mendrisio; † 1294 in Como), Kanonikus des Dom zu Como[1][2]
  - Antonio Giorgio Bosia (* um 1350 in Mendrisio; † nach 1390 ebenda), verursachte 1390 das Massaker von Castel San Pietro TI[1][2]
  - Pontico Virunio Bosia (* 1467 in Belluno; † um 1520 in Bologna), Sohn von Giorgio, Offizier der Republik Venedig. Philosoph und Literat unterrichtete am Hof von Ludovico il Moro, dann Drücker, Verleger und Autor[3][1][4][5]
  - Pietro Antonio Bosia (* um 1530 in Mendrisio; † nach 1589), Priester, Chronist[1]
  - Flaminio Bosia (* um 1600 in Mendrisio; † nach 1645 in Lugano), Erzpriester von Lugano[1][2]

- Familie Lavizzari. [6][7]
  - Nicolaus Lavizzari, Stammvater[7]
  - Luigi Lavizzari (1814–1875), Naturwissenschaftler, Botaniker, Politiker, Tessiner Grossrat, Staatsrat, Dozent am Lyzeum von Lugano und dessen Rektor.

- Familie Buzzi. [8]
  - Giovanni de Buzzi (* um 1410 in Mendrisio; † nach 1474 ebenda), Propst der Stiftskirche Cosma und Damiano von Mendrisio[8]
  - Giacomo Buzzi (* um 1415 in Mendrisio; † nach 1476 in Riva San Vitale), Propst von Mendrisio 1466–1476[8]
  - Donato Buzzi (* um 1505 in Mendrisio; † nach 1574 ebenda), Abgeordneter[8]

- Beltramo Perugio (* um 1295 in Mendrisio; † nach 1359 ebenda), Erzpriester von Mendrisio[9]
- Bartolomeo dei Menclozzi alias Scazosis (* um 1415 in Mailand; † nach 1464 ebenda), Militär, Podestà von Mendrisio[10]
- Galeazzo de Maineri (* um 1420 in Parma ?; † nach 1483 ebenda), Militär, Podestà von Mendrisio und Balerna, Kastlan von Romanegro, Podestà von Teglio[11]
- Giovanni Quartironi (* um 1420 in Mendrisio; † nach 1477 ebenda), Priester, Rektor des Spitals San Giovanni in Mendrisio[12]
- Aluigi de Castello (* um 1430 in Mailand ?; † nach 1465 ebenda), Podestà von Mendrisio[13]
- Agostino Martella (* um 1435 in Mendrisio; † nach 1464 ebenda), Anführer des Mendrisiottos gegen Aloisio Sanseverino[14]
- Franco Lucino (* um 1435 in Como; † nach 1488 ebenda), Podestà von Mendrisio und Balerna[15]
- Agostino de Mendrisio (* um 1440 in Mendrisio; † nach 1484 in Mailand ?), Künstler, Bildhauer und Steinmetz. Im Jahr 1469 und im Dezember 1484 arbeitete er im Mailänder Dom[16][17]
- Filippo da Mendrisio (* um 1440 in Mendrisio; † nach 1480 in Como ?), Künstler, Bildhauer. Zwischen 1464 und 1480 arbeitete er an der Fassade des Doms zu Como[18][19]
- Giovanni da Mendrisio (* um 1440 in Mendrisio; † nach 1480 in Como ?), Künstler, Bildhauer, zwischen 1457 und 1480 arbeitete er an der Fassade des Doms von Como[20][21][22]
- Giovanni Antonio del Nato (* um 1440 in Como; † nach 1506 in Mendrisio), Chorherr der Stiftskirche San Vittore martire von Balerna, Erzpriester der Stiftskirche Cosma e Damiano von Mendrisio[23]
- Andrea de Mendrisio (* um 1450 in Mendrisio; † nach 1500 in Turin), Schwerterfabrikant und Ziseleur[24]
- Andrea und Giovanni Barasino (Barazino) (* um 1450 in Mendrisio; † nach 1504 in Genua ?), Maler[25]
- Luigi del Maino (* um 1465 in Mailand ?; † nach 1511 ebenda), Militär, Podestà von Mendrisio und Balerna[26]
- Bernardino Camuzzi (* um 1470 in Lugano; † nach 1513), Arzt, Podestà von Balerna und Mendrisio[27]
- Tommaso Barasino (Barazino) (* um 1475 in Mendrisio; † nach 1517 ebenda), Maler in der Kirche San Giovanni zu Mendrisio[28]
- Marco Somazzi (* um 1470 in Como; † nach 1519 ebenda), Militär, Podestà von Mendrisio und Balerna[29]
- Girolamo da Mendrisio (* um 1475 in Mendrisio; † 1533 ebenda),  Klostergeistlicher, Servit, Professor der Philosophie und Theologie, Rat des Francesco II. Sforza, Prediger und Publizist[30]
- Andrea da Mendrisio (* um 1490 in Mendrisio; † 1549 ebenda), Klostergeistlicher, Servit, Professor der Philosophie an der Universität Pavia, Prediger im Mailänder Dom[31][32]
- Caspar von AA (* um 1490 in Sachseln; † nach 1556 ebenda), er spielte eine bedeutende Rolle in der Verwaltung der ennetbirgischen Lande als Landschreiber und Fiskal zu Mendrisio und zu Locarno 1532–1556.[33]
- Dionisio da Mendrisio (* um 1530 in Mendrisio; † nach 1570 ebenda ?), Baumeister in Rom[34]
- Silvestro da Mendrisio (* um 1540 in Mendrisio; † nach 1570 in Polen), Architekt.

- Familie Della Torre, Torriani. [35][36]
  - Guglielmo Della Torre (* um 1140 in Mendrisio; † 21. Oktober 1227 im Kloster Santa Maria Assunta di Torello Carona TI), Sohn des Ruggero, schon am 25. Juli 1197 als Bischof von Como erwähnt, 1224 Richter im Prozess der Freiherren von Sax gegen die Domherren des Mailänder Domkapitels wegen der Herrschaftsrechte im Bleniotal, gründete das Kloster Torrello und die Spitäler San Silvestro und San Vitale in Como, erhielt seiner Lebensführung wegen den Beinamen der Selige[37][35]
  - Marchisius Torriani (* um 1160 in Mendrisio; † um 1200 ebenda), Gerichtskonsul in Como[38]
  - Martino Torriani (* um 1260 in Mendrisio; † nach 1304 ebenda), Hauptmann von Como 1303 und Podestà von Mendrisio 1304 und Haupt der Patrone für die Ernennung des Pfründners von San Sisinio alla Torre[35]
  - Guido Torriani (* um 1265 in Mailand; † 1312 in Cremona), Neffe des Napoleone, im Jahr 1303 Haupt der welfischen Partei von Mailand, Hauptmann und Herr dieser Stadt 1308, wurde 1311 mit seiner Familie von den Ghibellinenverjagt und liess sich in Mendrisio nieder[35]
  - Franchino Torriani (Della Torre) (* um 1295 in Mendrisio; † um 1322 ebenda), Grundbesitzer im Mendrisiotto[39]
  - Gaspero Torriani (* um 1370 in Mendrisio; † nach 1426 in Como), Urenkel des Finiberto, er wohnte in Mendrisio und wurde 1426 ins Bürgerrecht von Mailand aufgenommen. Mitglied des Kollegiums der Decurionen von Como[35]
  - Donato Torriani (Della Torre) (* um 1420 in Mendrisio; † um 1495 ebenda), Sohn des Gaspero, Bürger von Como, erwähnt als Podestà von Mendrisio und Balerna 1474–1477, testierte am 30. Juli 1495. Stammvater eines deutschen Zweiges[35][40]
  - Francesco Torriani (* um 1480 in Mendrisio; † nach 1522 ebenda), Neffe des Donato, erwähnt als Podestà von Mendrisio 1521–1522, letzter der vom Herzog von Mailand für Mendrisio erwähnten Podestaten[35]
  - Giovanni Torriani (della Torre) (* um 1500 in Mendrisio; † März 1571 ebenda), Urenkel des Donato, Notar in Mendrisio, Schreiber des Landvogts. Kanzler der Vogtei 1530 bis zu seinem Tod 1571, erster der Familie, der dieses Amt ausübte[35][41]
  - Bartolomeo Torriani genannt Magister (* um 1502 in Mendrisio; † nach 1560 ebenda), Bruder des Giovanni, mehrmals Procurator von Mendrisio 1537–1577, Generalcaneparo 1560[35]
  - Pietro Torriani (Della Torre) (* um 1500 In Mendrisio; † zwischen dem 24. November 1551 und dem 28. Januar 1552 ebenda), Podestà, Statthalter des Landvogts[42]
  - Alfonso Torriani (Della Torre) (* um 1530 in Mendrisio; † 2. Februar 1593 ebenda), Statthalter des Landvogts[43]
  - Alessandro Torriani (della Torre) (* um 1542 in Mendrisio; † 28. Juni 1625 ebenda), Sohn des Giovanni, Rechtsanwalt und Notar, Fürsprecher der Bürgerschaft (nobili e borghesi) von Mendrisio, einer der beiden Vertreter der Vogtei an der Tagsatzung von Baden AG 1581[35][44]
  - Francesco Torriani (* um 1545 in Mendrisio; † 24. März 1624 ebenda), Sohn des Giovanni, Priester, Chorherr von Mendrisio 1565, Propst von Fino Mornasco, er testierte für die Kirche von Fino und das Kapuzinerkloster von Mendrisio[35]
  - Guidone Torriani (* 1556 in Mendrisio; † 16. November 1621 ebenda), Statthalter des Landvogts[45]
  - Agostino Torriani (* um 1570 in Mendrisio; f 1626 ebenda), Sohn des Alessandro, Advokat und Notar Nachfolger seines Vaters als Kanzler der Vogtei; Procurator 1603–1604, verdient im Kampfe gegen die Pest 1612[35]
  - Pietro Torriani (* um 1572 in Mendrisio; † 1627 in Balerna), Sohn des Alessandro, Priester, Pfarrer von Stabio dann Erzpriester von Balerna 1622–1627[35]
  - Giovanni Torriani (* um 1575 in Mendrisio; † 1647 in Balerna), Sohn des Alessandro, Doktor der Rechte, Priester, Propst von Mendrisio 1611–1627, Erzpriester von Balerna 1627, Vikar der Inquisition 1624[35]
  - Alfonso Torriani (* 1586 in Mendrisio; † 13. Mai 1653 ebenda), Statthalter des Landvogts[46]
  - Michele Angelo (Eliseo) Torriani (* 1586 in Mendrisio; † 22. Januar 1630 in Mailand), Geistlicher, Barnabit, Theologe, Dozent, General seines Ordens[47]
  - Alessandro Torriani (* um 1610 in Mendrisio; † 1674 in Veltlin), Enkel des Alessandro, Erzpriester von Balerna 1647–1674, wurde vom spanischen Hofe 1674 ins Veltlin zur Schlichtung der Schwierigkeiten mit den Graubündnern gesandt und ist wahrscheinlich auf der Rückreise getötet worden[35]
  - Francesco Torriani (* 1600 in Mendrisio; † 1670 in Rom), Maler, Schüler von Guido Boni, er war tätig in Lugano, Como und Rom[48]

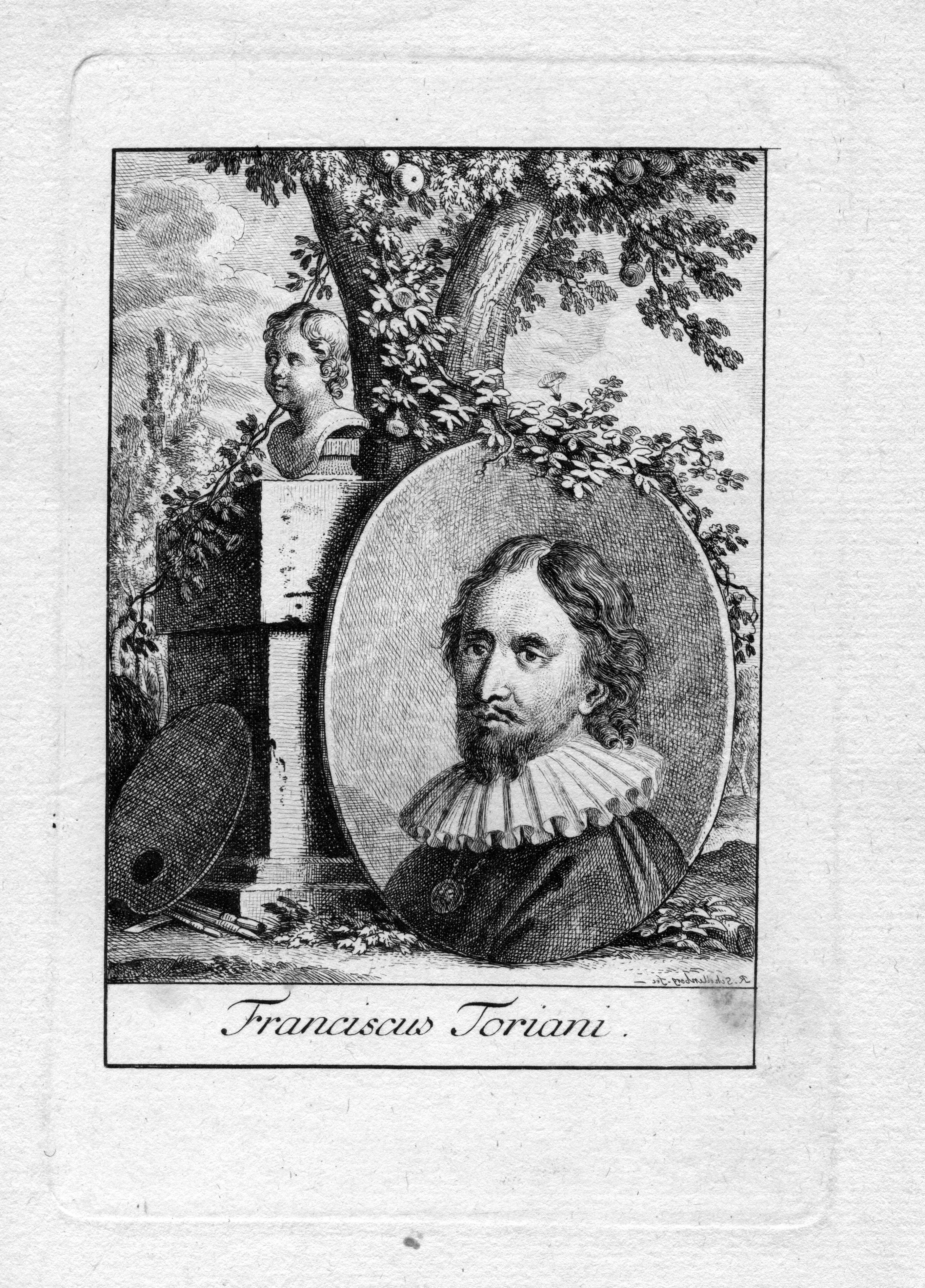
Porträt von Francesco Innocenzo Torriani

- - Francesco Torriani (1612–1683), Maler tätig in Mendrisio, Como, Seelisberg, Altdorf UR[35][49]
  - Giovanni Torriani (* 1625 in Mendrisio; † 19. März 1699 ebenda), Statthalter des Landvogts[50]
  - Domenico Torriani (* um 1630 in Mendrisio; † nach 1682 in Como ?), Künstler, Maler. Von 1667 bis 1673 malte den Altarbild für den Hochaltar der Jesuitenkirche in Luzern. Ab 1682 Arbeiten im Bischofspalast in Como[51]
  - Francesco Torriani (* um 1645 in Mendrisio; † nach 1690 ebenda), Künstler, Tessiner Bildhauer, 1672 schuf er eine Figurengruppe in der Chiesa Nuova in Locarno und 1685 zusammen mit Paolo Antonio Pisoni einen Reliquienschrein für die Stiftskirche Sant’Antonio[52]
  - Francesco Innocente (Innocenzo) Torriani (* 28. Dezember 1648 in Mendrisio; † 11. Mai 1700 in Como), Maler[53][54][55][56]
  - Francesco Torriani (* um 1655 in Mendrisio; † 5. März 1705 ebenda), Neffe des Alessandro, Offizier in spanischen Diensten, von Karl II. (Spanien) zum Hauptmann von Novara ernannt, Vogtstatthalter von Mendrisio 1692–1702[35]
  - Francesco Torriani (* 22. September 1663 in Mendrisio; † 5. März 1705 ebenda), Statthalter des Landvogts[57]
  - Ambrogio Torriani (* 1670 in Mendrisio; † 1754 ebenda), Bruder des Francesco, er wird als Prokurator von Mendrisio mehrmals zwischen 1694 und 1720 erwähnt[35]
  - Francesco Torriani (* um 1672 in Mendrisio; † Januar 1745 in Krakau), Architekt[58]
  - Ambrogio Torriani (* 1745 in Mendrisio; † 25. Dezember 1830 ebenda), Enkel des Ambrogio, Propst von Mendrisio 1778 bis zu seinem Tode[35]

- Familie Rusca, Rusconi. [59][60]

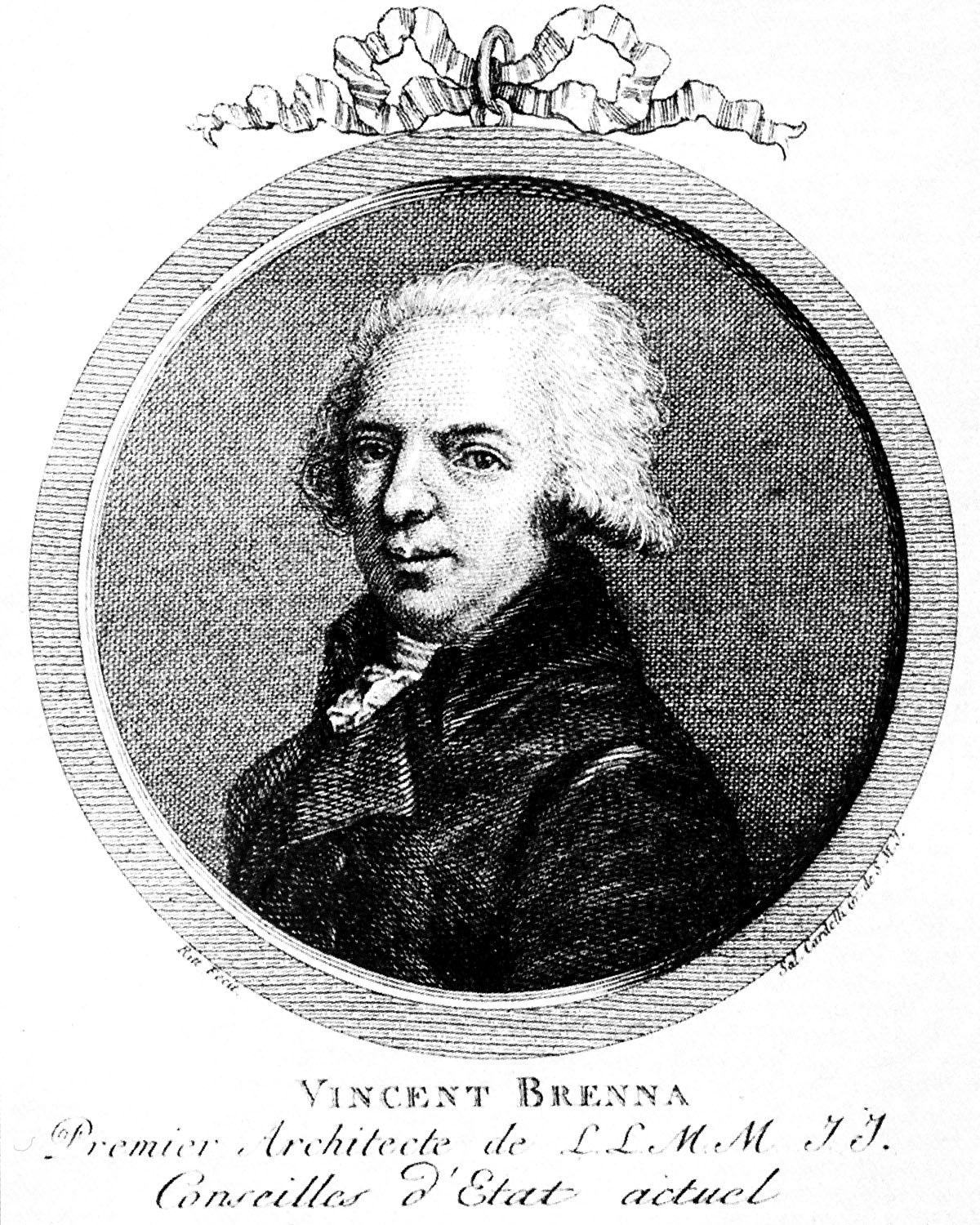
Portrait von Vincenzo Brenna

  - Ruggero Rusca (* um 1185 in Como; † um 1240 ebenda), Adel, Stammvater der Familie[61]
  - Loterio Rusca (* um 1210 in Mendrisio; erwähnt um 1250; † 1291 in Como), Anführers der Ghibellinen in Como[62]
  - Airoldino Rusca (* um 1305 in Mendrisio; † nach 1347 in Riva San Vitale), Adel, Erzpriester von Riva San Vitale[59]
  - Giacomo Rusca (* um 1450 in Mendrisio; † nach 1499 ebenda), Adel, Podestà von Mendrisio und Balerna[59]
  - Ambrogio Rusca (* um 1455 in Mailand; † nach 1508 in Mendrisio), Adel, natürlicher Sohn von Pietro Antonio, Stammvater der Familie Rusca von Mendrisio[59]
  - Giovanni Rusca (* um 1560 in Mendrisio; † 21. Dezember 1627 in Riva San Vitale), Adel, Neffe von Nicolò, Doktor der Theologie und des zivilen und kanonischen Rechts, Erzpriester von Riva San Vitale 1596[59]
  - Giuseppe Rusca (* um 1600 in Mendrisio; † nach 1631 ebenda), Adel, Neffe von Alessandro, Doktor der Rechte, Notar in Mendrisio[59]
  - Giuseppe Rusca (* um 1630 in Mendrisio; erwähnt zwischen 1663 und 1722; † nach 1722 ebenda ?), Sohn von Giuseppe, Rechtsanwalt, Notar, Zollmeister in Mendrisio[59][63]
  - Giuseppe Rusca (* 1725 in Mendrisio; † 9. Mai 1767 in Riva San Vitale), Adel, Bruder von Carlo und Giovanni Battista, Doktor der Theologie, Koadjutator mit Nachfolgerecht des Erzpriesters von Riva San Vitale. 1753, Erzpriester und Dekan 1762 bis zu seinem Tode, regte den Bau der neuen Pfarrkirche von Riva San Vitale (1756–1759) an[59]
  - Giovanni Battista Rusca (* Februar 1729 in Mendrisio; † 1805 ebenda), Sohn des Giovanni Battista, Rechtsanwalt, Notar, Statthalter des Landvogts von Mendrisio und sprach sich 1798 für das Fortbestehen der ehemaligen Vogtei innerhalb der Eidgenossenschaft aus. 1798 bekleidete er das Kanzleramt der provisor. Regierung von Mendrisio, war 1799 Vizepräfekt von Mendrisio.[59][64]

- Künstlerfamilie Barberini. [65]
  - Andrea Barberini (* 1561 in Mendrisio; † nach 1641 ebenda), Doktor der Theologie[65]
  - Francesco Barberini (* um 1590 in Mendrisio; † nach 1624 in Ptuj ?), Baumeister[66]
  - Giovanni Battista Barberini (* um 1600 in Mendrisio; † nach 1666 in Cremona ?), Bildhauer und Stuckkünstler[65]

- Künstlerfamilie Catenazzi. [67]
  - Domenico Catenazzi (* 1672 in Mendrisio; † 16. Juli 1735 in Erlangen, in Bamberg begraben.), Sohn des Giuseppe, Stuckateur ab 1698 tätig in Bamberg mit Bernardo Quadri aus Agno TI[68][67]
  - Antonio Catenazzi (* um 1670 in Mendrisio; erwähnt 1698 in Baden-Baden; † 1727 in Mendrisio), Künstler, Altarbaumeister und Stuckateur, ab 1698 in Baden tätig, verpflichtete sich 1727 mit Francesco de Vergo, die Fassade der Pfarrkirche in Mendrisio zu bauen[69][67]
  - Andrea Domenico Catenazzi (Catenadio) (* 1699 in Mendrisio; † 1756 in Bamberg), Sohn des Domenico, Stuckateur tätig ab 1723 in Bamberg, dann 1735 im Kloster Michelfeld[70][71][67]

- Familie Visetti. [72][73]
  - Prospero Visetti (* um 1650 in Mendrisio; † Oktober 1715 ebenda), Bürger von Mendrisio 1702[72]
  - Giuseppe Visetti (* 24. Februar 1674 in Mendrisio; † 15. Januar 1749 ebenda), Sohn des Prospero, Statthalter 1721–1737 und Fiskal der Vogtei Mendrisio 1737–1743[72]
  - Antonio Francesco Visetti (* 2. Oktober 1672 in Mendrisio; † 31. März 1757 in Genua), Jesuit, Priester, berühmter Prediger in Genua; Diplomat, Abgeordneter der Republik Genua bei der Kaiserin Maria Theresia 1745[74][72][75]
  - Giuseppe Visetti (* 24. Februar 1674 in Mendrisio; † 15. Januar 1749 ebenda), Notar, Statthalter des Landvogts[76]
  - Alessandro Visetti (* 11. April 1675 in Mendrisio; † 29. Juni 1749 ebenda) Sohn des Prospero, Doktor der Theologie, Priester, Pfarrer von Sant’A ntonio in Como 1705, Propst von Mendrisio 1706–1747[72]
  - Prospero Visetti (* 8. Juni 1713 in Mendrisio; † 21. Januar 1772 ebenda), Sohn des Giuseppe, Notar, Schreiber der Landvogtei Mendrisio,  Fiskal der Vogtei Mendrisio 1754, einer der Abgeordneten zur Unterzeichnung der Uebereinkunft mit dem Staate Mailand über die Grenzbereinigungen der Vogtei[72][77]
  - Giovanni Ottaviano Visetti (* um 1730 in Mendrisio; † nach 1781 ebenda), Fiskal von Mendrisio 1772–1781[72]

- Familie Brenni/o/a. [78]
  - Francesco Brenni (* 26. Oktober 1636 in Salorino, Fraktion der Gemeinde Mendrisio; † 1694 ebenda), Stuckateur[79]
  - Prospero Brenni (* 1638 in Salorino; † 18. Januar 1696 ebenda), Stuckateur[78]
  - Francesco Brenni (* 27. September 1644 in Salorino; † 1694 ebenda ?), Sohn des Giulio, Stuckateur. Dekorierte 1678–1679 die Domstiftskirche in Herrenchiemsee, Bayern[80][81][82][83]
  - Carlo Antonio Brenni (* 5. September 1648 in Salorino; † 12. Oktober 1734 ebenda ?), Stuckateur in Salzburg, Dekoration der Kajetanerkirche und der Erhardkirche (Salzburg), zusammen mit Francesco Brenni und Antonio Carabelli aus Castel San Pietro TI[84]
  - Giovanni Battista Brenni/o (* 28. Mai 1649 in Salorino; † 3. Juni 1712), Bruder von Prospero, Stuckkünstler, seine Werke befinden sich in Bayern und Bamberg (1700–1710)[78][85][86]
  - Giulio Francesco Brenni (* 24. Oktober 1667 in Salorino; † 22. Mai 1694 in Würzburg), Stuckateur[87]
  - Francesco Antonio Brenni (* 4. Oktober 1679 in Salorino; † nach 1741 in Rom ?), Baumeister[88]

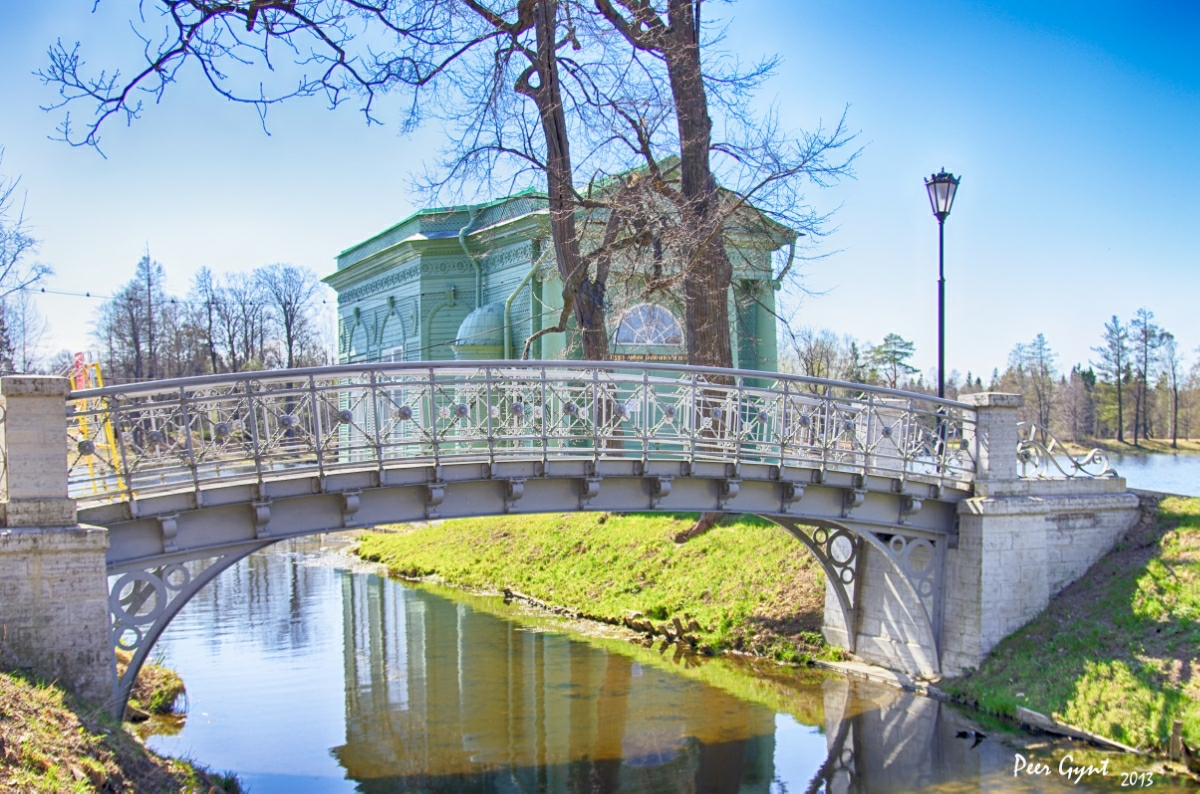
Vincenzo Brenna: Venus-Pavillon auf der Liebesinsel Gatschina.

- - Carlo Enrico Brenni (* 8. Januar 1688 in Salorino; † 9. Dezember 1745 in Kopenhagen), Hofstuckateur in den Dienst des König von Dänemark[89]
  - Giovanni Giulio Brenni (* 24. November 1699 (Taufe) Mendrisio; † um 1750 ?), Stuckateur[90]
  - Paolo Brenni (* um 1725 in Salorino; † 1769 ebenda), Bruder des Giovanni Battista und Grandonio, Kunstmaler, Dekorationsmaler Schüler von Carloni; in Venedig tätig[78][91]
  - Giovanni Battista Brenni (* 1730 in Salorino), Kunstmaler, Dekorationsmaler, Schüler von Raffaele Suà. Er schmückt Freskomalereien und lebte gewöhnlich in Bergamo[78][92]
  - Grandonio Brenni (* 1738 Salorino), Kunstmaler, Schüler von Rafael Suà. Er schmückt mit Freskomalereien einen Saal der Villa Oldelli in Balbiano und lebte gewöhnlich in Bergamo[78][93]
  - Vincenzo Brenna (1741–1820), Architekt

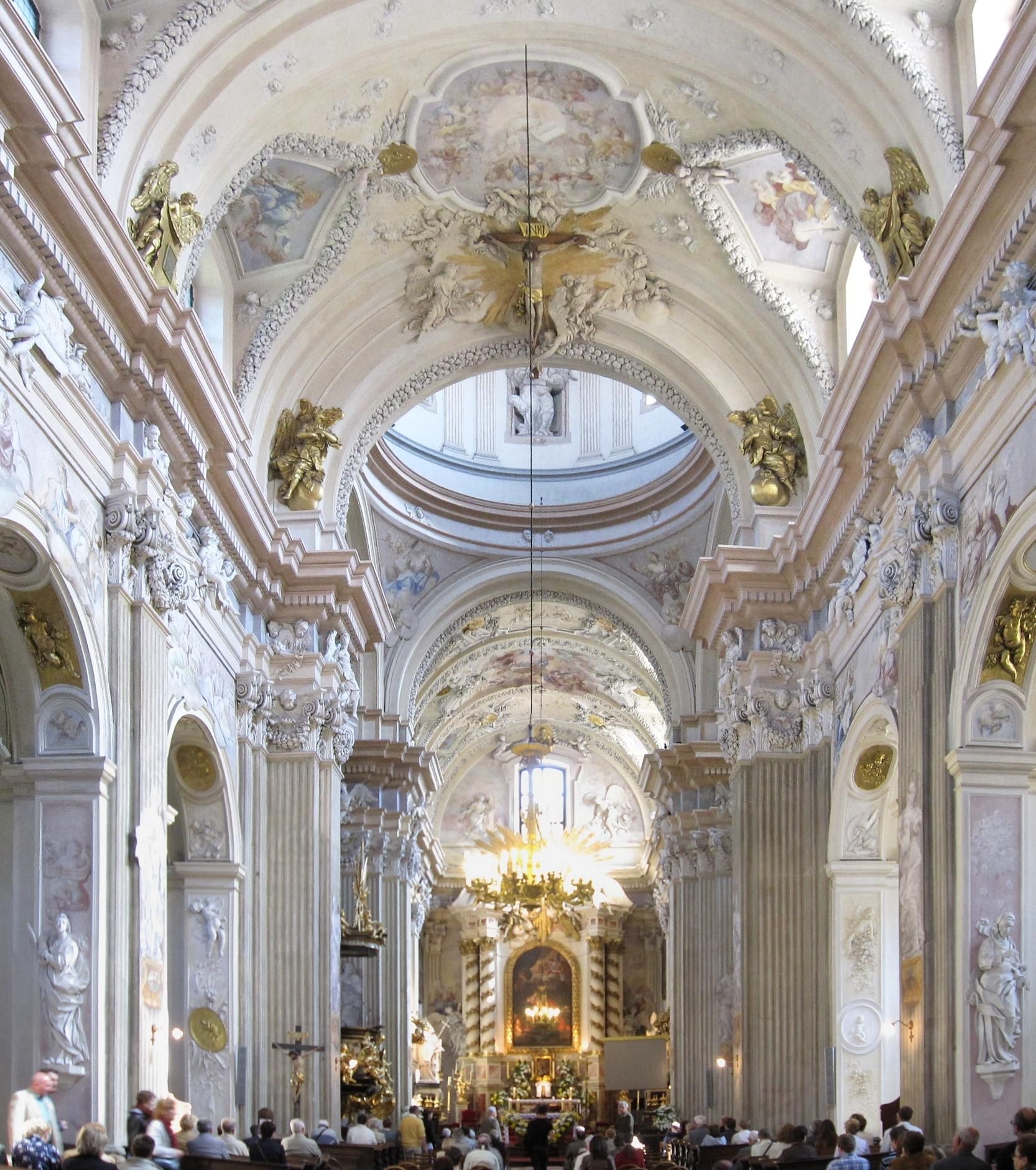
Carlo Monti: Innenraum der Annakirche in Krakau

- Giuseppe Castiglione (* um 1470; † nach 1511), Podestà von Mendrisio[94]
- Marx von Schopf (* 1510 in Zürich; † 1562 ebenda), Sohn von Gottfried, Mitglied des Rats 1527, 1539 und 1556, Vogt zu Bülach 1528, zu Mendrisio 1540, zu Wollishofen 1543, zu Meilen 1547, in Laufen 1550–1556[95]
- Giovanni Battista Franchini (* 1631 in Mendrisio; † 1694 ? ebenda), Maler, Schüler des Francesco Torriani, schuf in der Kapelle Heilige Maria Sonnenberg (Seelisberg)[96][97]
- Alfondo Ghiringhelli (* um 1640 in Mendrisio; † 1722 ebenda), Notars und Kanzlers von Mendrisio. Statthalters in der Landvogtei Mendrisio[98]
- Carlo Monti (* um 1641 in Mendrisio; † 1710 in Krakau), Maler[99]
- Innocente Monti (* um 1644 in Mendrisio; † 1710 in Krakau), Maler[100]
- Primo Lezzani (* um 1645 in Mendrisio; † nach 1685 ebenda ?), Bildhauer im Jahr 1671 realisierte er zusammen mit Giovanni Gaffuri den Hochaltar der Propsteikirche von Mendrisio[101]
- Gabriele Bossi (* 1646 in Mendrisio; † 1730 in Bergamo), Orgelbauer[102]
- Pietro Lezzani (* um 1650 in Mendrisio; † nach 1685 ebenda ?), Bildhauer, im Jahr 1685 fertigte er einen geschnitzten Holzreliquienschrein für die Pfarrkirche von Morbio Superiore[103]
- Carlo Maria Bernasconi (* 1654 in Coldrerio; † 2. Januar 1740 in Mendrisio), Mönch der Serviten wohnte im Kloster von Mendrisio, Wohltäter, Ehrwürdiger Diener Gottes[104]
- Francesco Neuroni (* um 1660 in Mendrisio; † nach 1692 ebenda ?), Künstler, Bildhauer erwähnt in Mendrisio 1692. Er schuf die Kolossalstatue von Papst Pius V. in Pavia[105]
- Giovanni Pietro Bellasio (* um 1670 in Mendrisio; † nach 1710 in Düsseldorf ?), Stuckateur; er schuf 1697/98 im Kloster Michelsberg in Bamberg, 1699–1703 im Schloss Frederiksberg, in Kopenhagen>Ursula Stevens: Giovanni Pietro Bellasio. In: tessinerkuenstler-ineuropa.ch. 2016, abgerufen am 20. November 2024.
- Francesco Marazzi (* um 1671 in Mendrisio; † 10. Februar 1724 in München), Stuckateur. Als Churbayerischer Stuckador arbeitete er mit Pier Francesco Appiani aus Porto Ceresio im Kloster Fürstenfeld bei München 1696–1698; in den Klöstern Irsee, Weißenau und Kloster Ottobeuren[106][107]
- Giuseppe Albisetti (* um 1675 in Mendrisio; † nach 1710 in Brüssel ?), Stuckateur[108]
- Bartolomeo Andreotti (* um 1675 in Mendrisio; † nach 1709 ebenda), Goldschmied[109]
- Pietro Francesco Andreotti (* um 1675 in Mendrisio; † nach 1710 ebenda), Goldschmied[110]
- Józef Fontana (1676–1739), Architekt in Warschau
- Jodok Josef Anton Pellegrin von Beroldingen (* 1676 in Mendrisio; † April 1726 ebenda), Landschreiber von Mendrisio[111]
- Johann Sebastian Pellegrin Beroldingen (* um 1700 in Mendrisio; † 1780 ebenda), Sohn von Jodok Josef Anton, heiratete Chiara Quadri Bonassil Dolmetscher und Kanzler der Vogtei, Landschreiber von Mendrisio[112]
- Giacomo, Giovanni und Giuseppe Fontana (* um 1700/1706 in Mendrisio), Söhne von Giuseppe waren bedeutende Architekten in Polen[113]
- Giovan Battista Franchini (* um 1700 in Mendrisio; † 14. Mai 1747 in Voltri), Militär, General[114][115]
- Paolo Marazzi (* um 1701 in Mendrisio; † 21. August 1774 in Waldsassen), Stuckateur; 1724–1727 ist er mit Jacopo Appiani aus Porto Ceresio und Francesco Chiesa aus Sagno im Kloster Waldsassen in der Oberpfalz tätig>Ursula Stevens: Paolo Marazzi. In: tessinerkuenstler-ineuropa.ch. 2016, abgerufen am 20. November 2024.
- Giuseppe Ferrari (* um 1710 in Mendrisio; † nach 1774 in Venedig), Stuckateur tätig in Palazzo Pisani Moretta di San Polo e Pisani di Santo Stefano[116]
- Giuseppe Clerici (* 1717 in Mendrisio; † 1765 ebenda), Erzpriester von Balerna[117]
- Carlo Franchini (* um 1730 in Mendrisio; † nach 1764 ebenda), Künstler, Altarbaumeister und Stuckateur aus Mendrisio, 1764 schuf er den Hochaltar der Pfarrkirche von Salorino[118]
- Gian Alfonso Oldelli (1733–1821), Kapuziner, Hochschullehrer und Heimatforscher

- Familie Pollini. [119]
  - Gaetano Pollini (* 1740 in Mendrisio; † um 1805 in Sardinien?), Kaufmann, wanderte nach Sardinien aus und stellte dem König das Geld zum Loskauf von 800 Sarden zur Verfügung, die von Piraten als Sklaven nach Afrika entführt worden waren (1798). 1799 wurde er von König Karl Emanuel IV. (Savoyen) geadelt und von Viktor Amadeus zum Ritter und Grafen erhoben[120][119]
- Antonio Soldati (* um 1745 in Mendrisio; † 10. Mai 1828 ebenda), Chirurg des Sankt Giacomospitals in Rom 1788, Professor der Chirurgie in Lissabon 1793. Der König ernannte ihn zum Chefchirurgen des Militärspitals und zum Superintendanten der Spitäler der früheren Provinz Alentejo, dann zum Professor der Anatomie und der Chirurgie des Spitals von Elvas, schliesslich zum Hofaugenarzt. Er kehrte 1807 nach Mendrisio zurück und war dort Arzt bis zu seinem Tode[121]

### Ab 1750 bis 1899

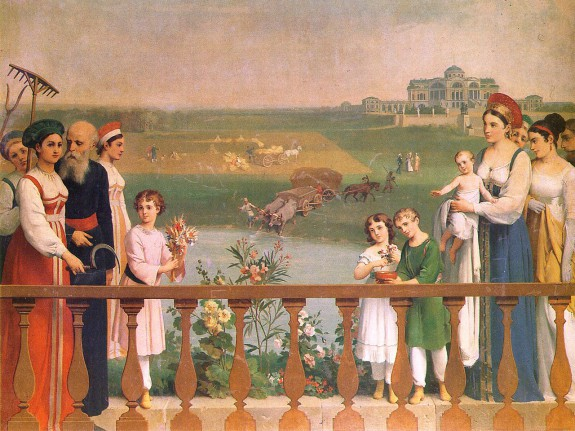
Antonio Baroffio: Maryino Palace, St. Petersburg 1815

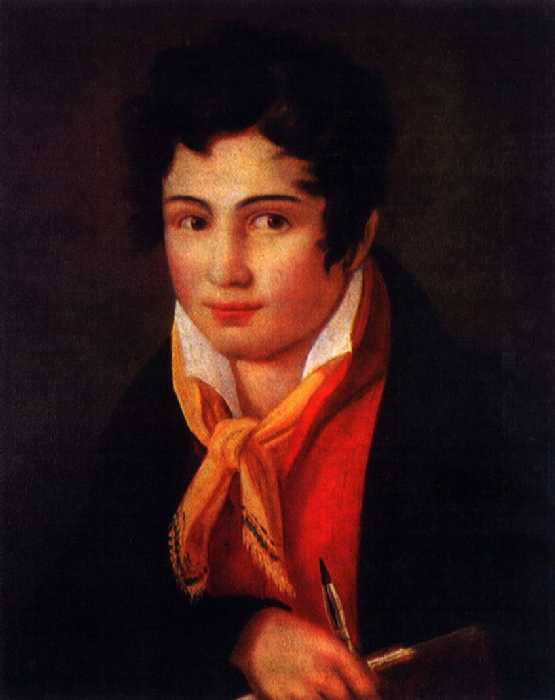
Fedele Fjodor Bruni: Selbstbildnis (Öl auf Leinwand), St. Petersburg 1810

- Paolo Tamanti (* 1750 in Mendrisio; † 22. Juli 1833 in Como), Gemeindepräsident von Mendrisio, Friedensrichter, Tessiner Grossrat[122]
- Giovanni Battista Torriani (* 1752 in Mendrisio; † 1823 ebenda), Notar[123]
- Lodovico Visetti-Gorini (* um 1760 in Mendrisio; † 31. Oktober 1824 in Lugano), Hauptmann im Regiment Salis in französischen Diensten, Ritter der Ehrenlegion, machte den Spitälern von Lugano und Mendrisio grosse Vergabungen[72]
- Alessandro Visetti (* 13. mai 1788 in Mendrisio; † nach 1830 ebenda), Enkel des Prospero, Politiker, Tessiner Grossrat 1830[72]

- Familie Baroffio. [124][125][126]

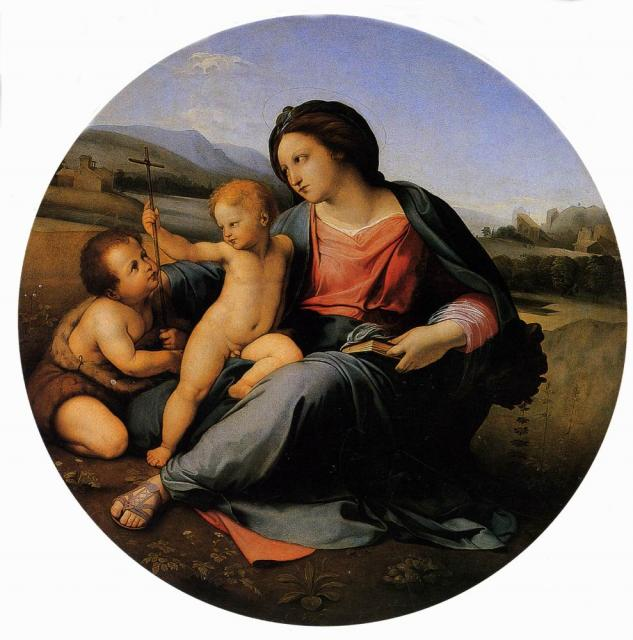
Fjodor Antonowitsch Bruni: Die Alba-Madonna. Kopie von Raffaels Alba-Madonna (1508), Öl auf Kupfer, St. Michael’s Burg, St. Petersburg 1837.

  - Giovanni Antonio Baroffio (* 1753 in Mendrisio; † 1819 ebenda), Anhänger der Zisalpiner und Franzosen[124][127]
  - Giuseppe Baroffio (* um 1761 in Mendrisio; † nach 1825 in Pavia ?), Maler[124]
  - Antonio Baroffio Bruni (1762–nach 1825), Kunstmaler[128][129], Vater von Fedele Fjodor Bruni (1799–1875), Maler in St. Petersburg[130]
  - Tommaso Baroffio (* 28. Januar 1792 in Mendrisio; † 30. August 1877), Kunstmaler, Dekorateur und Bühnenbildner[131]
  - Giuseppe Baroffio (* um 1795 in Mendrisio; † 1861 ebenda), Ehrendomherr von Piacenza, Professor der Theologie[124]
  - Angelo Baroffio (1815–1893), Politiker und Richter[132]

- Familie Borella. [133]
  - Francesco Borella (* 1757 in Mendrisio; † 1817 ebenda), Unterpräfekt von Mendrisio, Tessiner Grossrat[134]
  - Achille Borella (* 15. August 1845 in Mendrisio; † 29. März 1922 ebenda), Gemeindepräs. von Mendrisio, Grossrat, Nationalrat und Staatsrat[135]
  - Elvezio Borella (* 1870 in Mendrisio; † nach 1921 ebenda), Advokat, Gemeindepräsident von Mendrisio[136]
  - Francesco-Nino Borella (* 17. September 1883 in Mendrisio; † 29. Oktober 1963 in Chiasso), Rechtsanwalt, Politiker, Tessiner Grossrat, und Nationalrat[137]
  - Achille Borella (* 27. Februar 1908 in Mendrisio; † 27. Januar 1988 ebenda), Rechtsanwalt, Politiker[138]

- Familie Franchini, Franchino. [139]
  - Prospero Franchini (1774–1847), Ingenieur, Generaldirektor den Bauwesen der Lombardei
  - Alessandro Franchini (* um 1780 in Mendrisio; † Màrz 1836 ebenda), Rechtsanwalt, Tessiner Grossrat, Staatsrat[139]
  - Giuseppe Franchini (* um 1800 in Mendrisio; † 1861 ebenda), Priester, Propst von Mendrisio, Tessiner Grossrat, Wohltäter[139]
  - Alessandro Franchini (1829–1877), Tessiner Grossrat, Staatsrat (Erziehungsdepartement), Ständerat
  - Franco Franchini (* 1864 in ; † 1906 ebenda), Rechtsanwalt, Kantonsrichter[140]

- Familie Pollini. [119]
  - Gaetano Pietro Luigi Pollini (* 2. Februar 1822 in Mendrisio; † 18. Februar 1902 ebenda), Priester, Pfarrer von Morbio Superiore, 1862 bis zu seinem Tode Propst von Mendrisio, Dekan, nicht residenter Chorherr von Lugano 1899[119]
  - Pietro Pollini (1828–1889), Bruder des Gaetano Pietro, Politiker, Staatsanwalt, Tessiner Staatsrat der (Freisinnig-Demokratische Partei (FDP))
  - Francesco Giovanni Pollini (* 20. Juni 1832 in Mendrisio; † 23. April 1871 in Mailand), Bruder des Pietro Carlo, Komponist und Orchesterdirigent, Kapellmeister und Direktor am Teatro alla Scala 1860–1867, verzichtete auf die Professorenstelle am Konservatorium in Mailand, um seine Schweizerische Nationalität nicht aufgeben zu müssen[119][141]

- Familie Bernasconi. 
  - Federico Bernasconi (* um 1760 in Mendrisio ?; † nach 1801 in Sankt Petersburg ?), Bildhauer[142]
  - Francesco Bernasconi (* um 1770 in Cabbio; † 20. Oktober 1808 in Mendrisio), Arzt, Gemeindepräsident von Mendrisio. Spielte 1798 eine gewisse Rolle beim Entscheid des Mendrisiotto über seinen Anschluss an die Schweiz; Unterzeichner der Erklärung vom 26. April an das helvetische Direktorium, Mitglied und Sekretär der kantonalen Tagsatzung von 1801[143][144]
  - Giorgio Bernasconi (1804–1866), Pfarrer, Journalist, Publizist, Politiker (FDP), Mitgründer der Tipografia Elvetica in Capolago
  - Ferdinando Bernasconi (* 28. Januar 1867 in Carona; † 15. Oktober 1919 in Roveredo (Gemeinde Capriasca), von Calprino (Gemeinde Paradiso)), Tessiner Kantonsarchitekt tätig in Locarno, Mendrisio und Lugano[145]

- Giuseppe Antonio Beroldingen (* 19. Januar 1750 in Mendrisio; † 20. Mai 1803 ebenda), letzter Kanzler von Mendrisio[146][147]
- Antonio Isidoro Rusca (* 6. April 1757 in Mendrisio; † 1846 ebenda), Adel, Anwalt und Notar, Tessiner Grossrat[148]
- Francesco Catenazzi (* 12. Januar 1775 in Mendrisio; † 21. Juni 1831 (daselbst) ebenda), Vater von Augusto, Maler, 1816 malte er Fresken aus dem Leben Heiliger Sisinnio in der Kirche San Sisinio alla Torre in Mendrisio[149][150]
- Giovanni Battista Maggi (1775–1835), Anwalt, Militär, Politiker
- Josue Beroldingen (* 1782 in Altdorf; † 29. April 1837 in Mendrisio), Propst[151]
- Fjodor Antonowitsch Bruni (1799–1875), Maler, Grafiker und Zeichner, Direktor
- Ursula Stevens: Stammbaum der Familie Bruni in Russland. In: tessinerkuenstler-ineuropa.ch. 2016, abgerufen am 16. November 2024.
- Domenico Maderni (* um 1800/1801 in Capolago; † ebenda ?)[152]
- Augusto Catenazzi (* 5. Mai 1808 in Mendrisio; † 27. Juli 1880 ebenda), Sohn von Francesco, Maler schuf Porträts[153]

- Familie Baragiola. 
  - Joseph Baragiola (* um 1812 In Mendrisio; † nach 1877 ebenda), Professor der italienischen Sprache am Gymnasium[154]
  - Emilio Baragiola (* 1852 in Mendrisio; † 6. August 1916 ebenda), Professor, Begründer der Gesellschaft Dante Alighieri[155]

- Luigi Lavizzari (1814–1875), Naturwissenschaftler, Tessiner Grossrat und Staatsrat
- Sebastiano Beroldingen (1818–1865), Ingenieur, Tessiner Staatsrat
- Luigi Ferrazzini (* 1822 in Mendrisio; † um 1898 in Sankt Petersburg ?), Architekt[156]
- Carlo Pasta (* 5. November 1822 in Mendrisio; † 5. November 1893 ebenda), Arzt, Grundbesitzer, er baute ein Hotel im Gebiet Bellavista auf dem Monte Generoso, Politiker, Nationalrat[157][158]

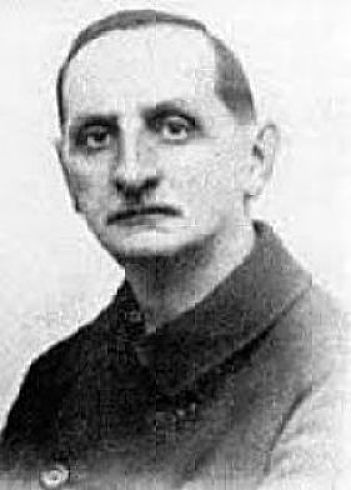
Luigi Bertoni

- Antonio Croci (* 7. April 1823 in Mendrisio; † 2. Dezember 1884 ebenda), Architekt[159][160][161]
- Angelica Cioccari-Solichon (1827–1912), Sekundarlehrerin u. a. in Mendrisio, Journalistin und Vizedirektorin des Manzoni-Instituts in Maroggia.
- Bernardino Pasta (* 13. Februar 1828 in Mendrisio; † 24. Dezember 1875 ebenda), Maler. Er studierte an der Accademia di Belle Arti Di Brera in Mailand. Im Jahr 1858 schuf er ein Werk für den Palazzo Marino[162]
- Pietro Sbarbaro (* 20. März 1838 in Savona; † 1. Dezember 1893 in Rom), Journalist, Publizist[163]

- Luigi Bertoni (1872–1947), italienischer Anarchist, Autor und Typograf
- Alderige Fantuzzi (* 23. April 1872 in Rio Saliceto (Emilia-Romagna); † 20. Juli 1957 in Mendrisio), er leitete das kantonalen Landwirtschaftsinstitut in Mezzana Fraktion der Gemeinde Coldrerio, Lehrer am Lehrerseminar in Locarno[164]
- Giovanni Snider (* 8. März 1878 in Giornico; † 21. Februar 1968 in Brione sopra Minusio), Priester, Pfarrer von Rossura, Erzpriester von Mendrisio, Sekretär der Unione popolare cattolica ticinese[165]
- Ovidio Fonti (* 18. September 1878 in Miglieglia; † 5. April 1944 in Mendrisio), Kunstmaler, Freskomaler, Restaurator und Zeichenlehrer. Er schuf Dekorationen, Gemälde von sakralen Themen, Porträts und Landschaften[166]
- Antonio Brenni (* 22. April 1880 in Morbio Inferiore; † nach 1919 in Mendrisio), Politiker und Redakteur[167]
- Giovanni Bolzani (* 1. Juni 1888 in Mendrisio; † nach 1960 in Lugano), Nervenarzt, Gründer der Klinik für Nervenkrankheiten in Viarnetto (Pregassona)[168][169]
- Martin Othmar Winterhalter (1889–1961), Erfinder des Reissverschlusses (Riri)
- Carlo Andreoni (* 1892 in Mendrisio; † nach dem 10. Oktober 1918 in Archangelsk ?)[170]
- Giovanni Battista Camponovo (* 26. Januar 1893 in Mendrisio; † 17. Februar 1947 ebenda), Journalist, Gründer der Guardia Luigi Rossi, Tessiner Grossrat[171]
- Carlo Basilico (* 11. Juli 1895 in Rancate; † 30. Januar 1966 in Mendrisio), Maler und Ornamentalist. Er schuf Porträts, Figuren und Landschaften[172]
- Guido Gonzato (* 13. August 1896 in Colognola ai Colli; † 21. Oktober 1955 in Mendrisio), Künstler, Maler, Zeichnung, Gravur und Skulptur, Porträts, Masken, Landschaften, Interieurs und Stillleben[173][174]
- Franco Brenni (1897–1963), Rechtsanwalt, Schweizer Generalkonsul in Mailand
- Gino Pedroli (* 12. April 1898 in Mendrisio; † 2. Februar 1986 ebenda), Fotograf[175]

### Nach 1900 bis 1950
- Ernst Musfeld (1900–1964), Maler und Grafiker schuf Landschaft, Bildnis und Holzschnitt. Er war Gründungsmitglied der Gruppe 33
- Giulio Guglielmetti (* 15. November 1901 in Capolago; † 23. Dezember 1987 in Mendrisio), Politiker, Tessiner Grossrat, Nationalrat[176]
- Riccardo Rossi (1901–1986), Anwalt, Politiker
- Ugo Cleis (1903–1976), Vater von Milo und Daniele, Kunstmaler, Dekorationsmaler, Mosaikarbeiter, Illustrator Silograph, schuf Landschaften, Porträts und allegorische Szenen
- Pietro Monetti (* 12. März 1904 in Mendrisio; † 28. Juni 1975 ebenda), Politiker, Journalist, Tessiner Grossrat[177]
- Aurelio Garobbio (* 11. November 1905 in Mendrisio; † 31. März 1992 in Mailand), Journalist, Politiker und Schriftsteller[178]
- Jean Corti (Maler) (* 1. März 1907 in Cernier; † 22. April 1946 in Mendrisio), Kunstmaler und Zeichner[179][180][181]
- Achille Borella (* 27. Februar 1908 in Mendrisio; † 27. Januar 1988 ebenda), Anwalt, Politiker, Tessiner  Grossrat, Nationalrat[182]
- Pietro Scanziani (* 17. August 1908 in Chiasso; † 27. Februar 2003 in Mendrisio), aus Balerna, Journalist, Schriftsteller wohnte in Morbio Inferiore[183]
- Giuseppe Martinola (1908–1990), Schweizer Archivar, Gymnasiallehrer, Historiker, Publizist und Forscher
- Mario Medici (* 8. Oktober 1908 in Mendrisio; † 15. Februar 1984 ebenda), Sekundarlehrer und Lokalhistoriker und Autor[184]
- Franco Maspoli (* 22. November 1908 in Mendrisio; † 17. Oktober 1974 ebenda), Anwalt, Gemeindepräsident von Mendrisio, Tessiner Grossrat, Präsident der konservativ-demokratische Partei des Tessins, Nationalrat[185][186]
- Arthur Gander (* 27. November 1909 in Brienz; † 30. März 1981 in Mendrisio), Präsident der Fédération Internationale de Gymnastique[187]
- Pio Ortelli (1910–1963), Dozent und Schriftsteller
- Mario Marioni (* 2. September 1910 in Mailand; † 18. März 1987 in Mendrisio) (Herkunftort Claro TI), Maler, Stecher, Illustrator und Graveur. Vorwiegend figurativ, abstrakt-informelle Klammern, lyrischer Abstraktionismus. Er war Journalist und Schriftsteller[188][189][190]
- Giulia Bonzanigo-Fossati (* 14. Mai 1913 in Chiasso; † 29. Juli 2009 in Lugano), aus Basel, Politikerin[191]
- Fermo-Ugo (Naj) Radaelli (* 12. Oktober 1913 in Arosio; † 30. Dezember 2003 in Erba), Radrennfahrer, Mitglied des Velo Clubs Mendrisio[192]
- Linda Brenni (* 14. Juli 1914 in Mendrisio; † 21. Januar 1954, ebenda), Journalistin, Politikerin[193]
- Mario Soldini (* 4. November 1917 in Mendrisio; † 9. Mai 1956 in Bellinzona ?), Anwalt und Politiker, Tessiner Staatsrat[194][195][196]
- Anacleto Arrigo (* 18. April 1919 in Caneggio; † 10. September 1956), Maler[197]

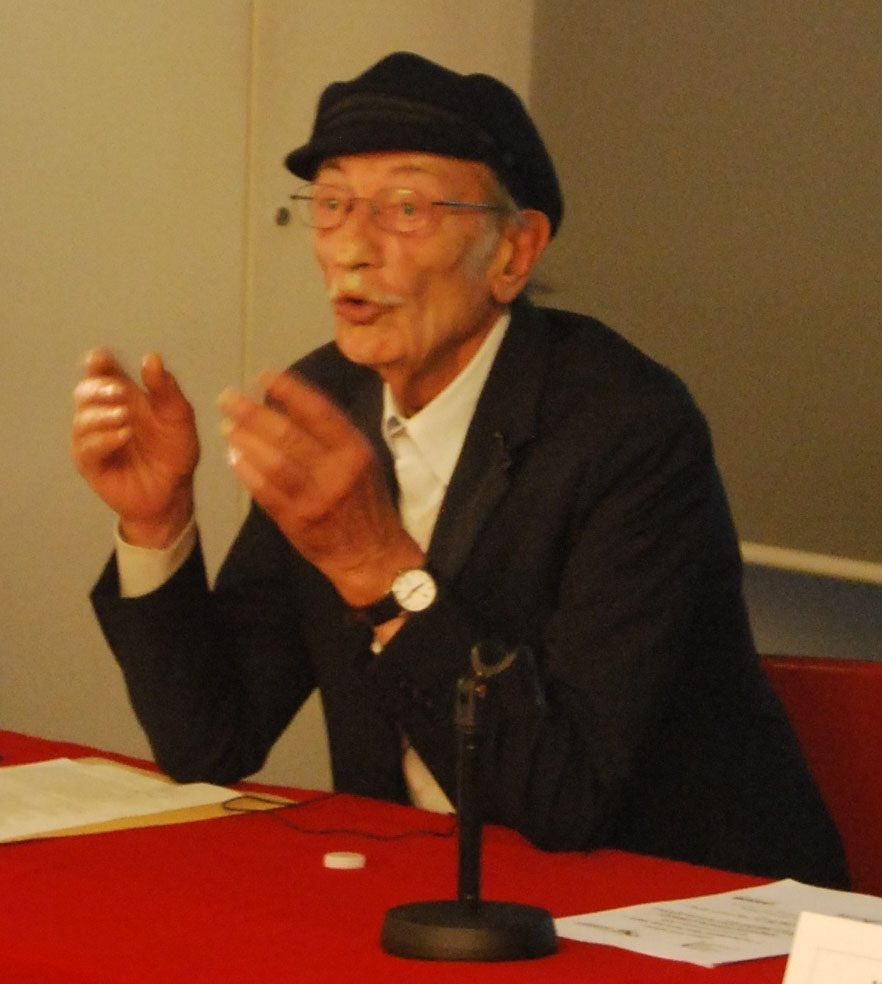
Luigi Snozzi, 2009

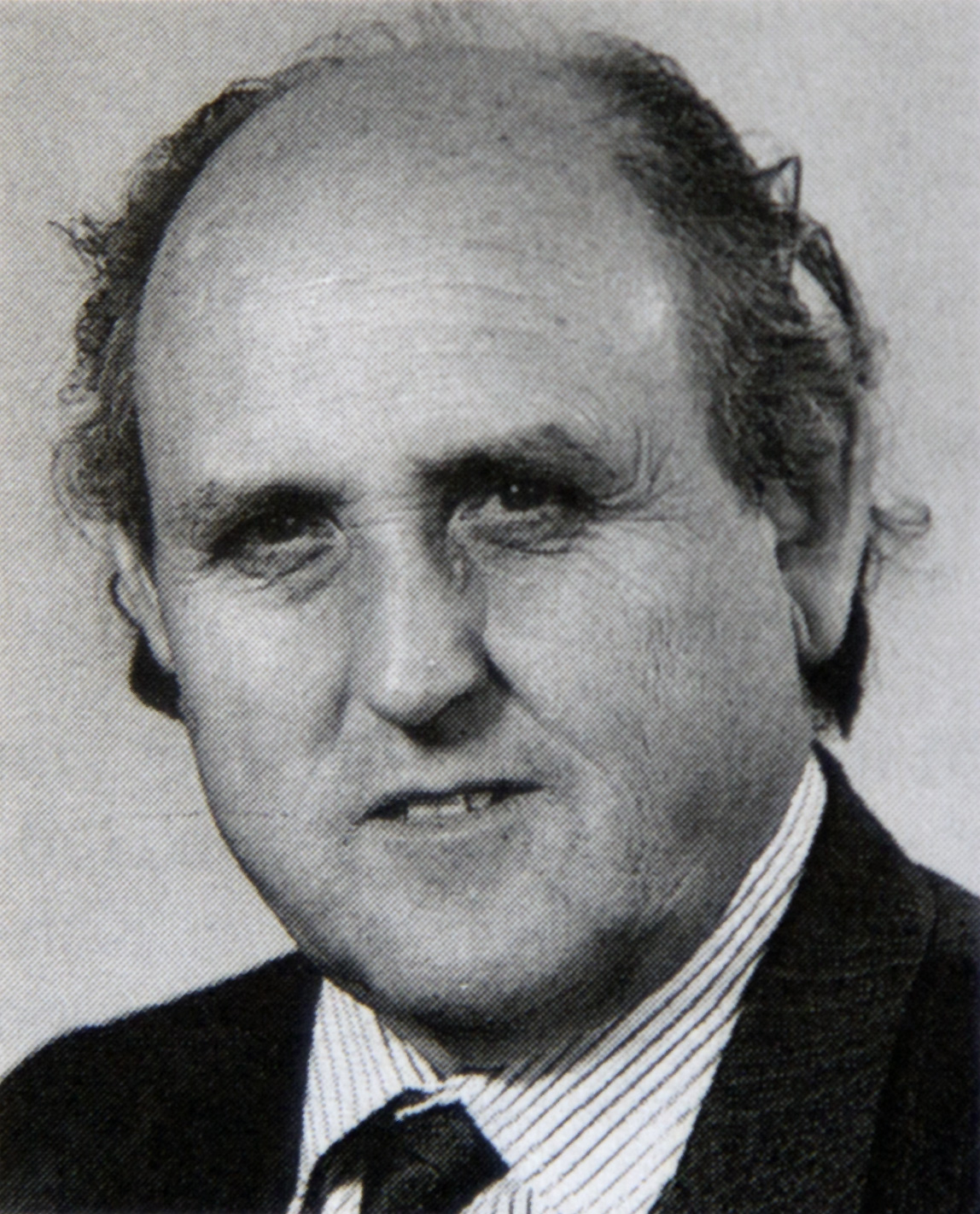
Werner Carobbio

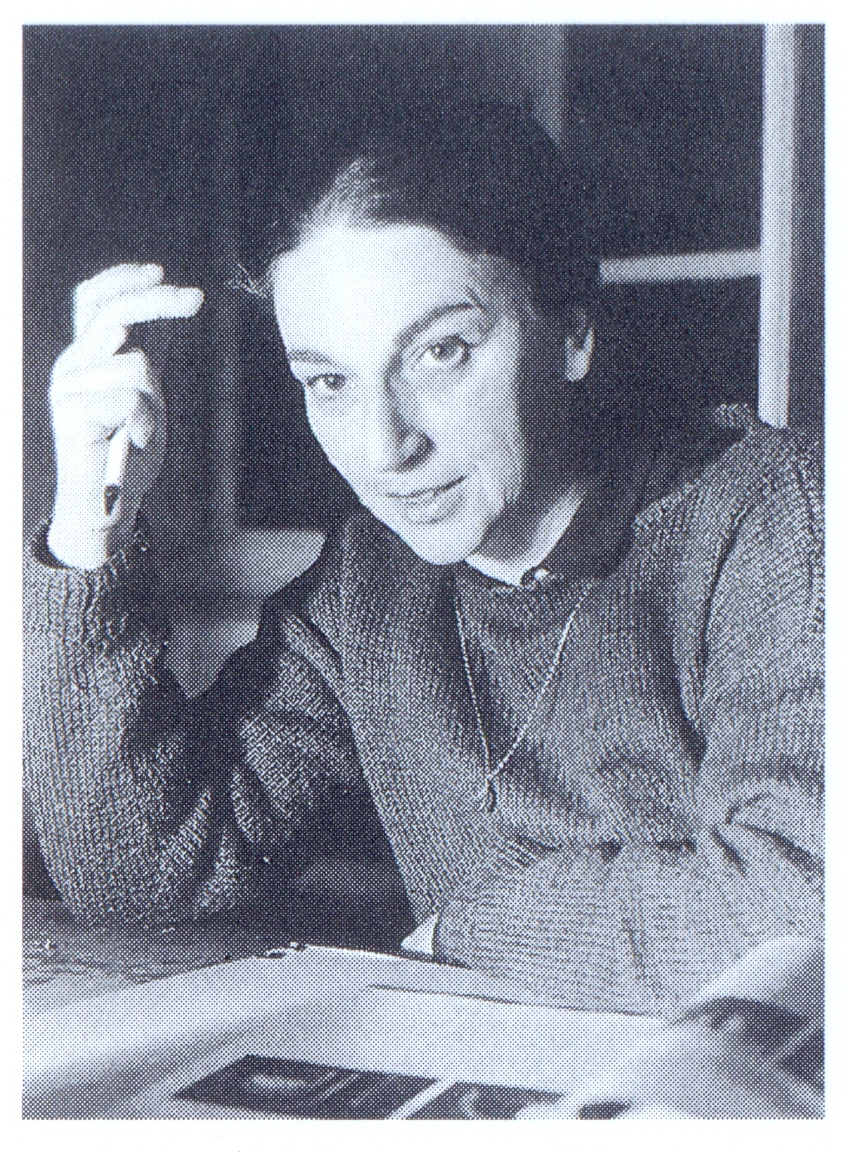
Flora Ruchat-Roncati

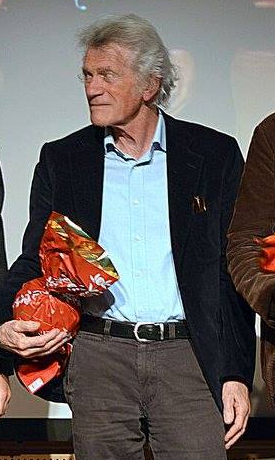
Alberto Nessi (2015)

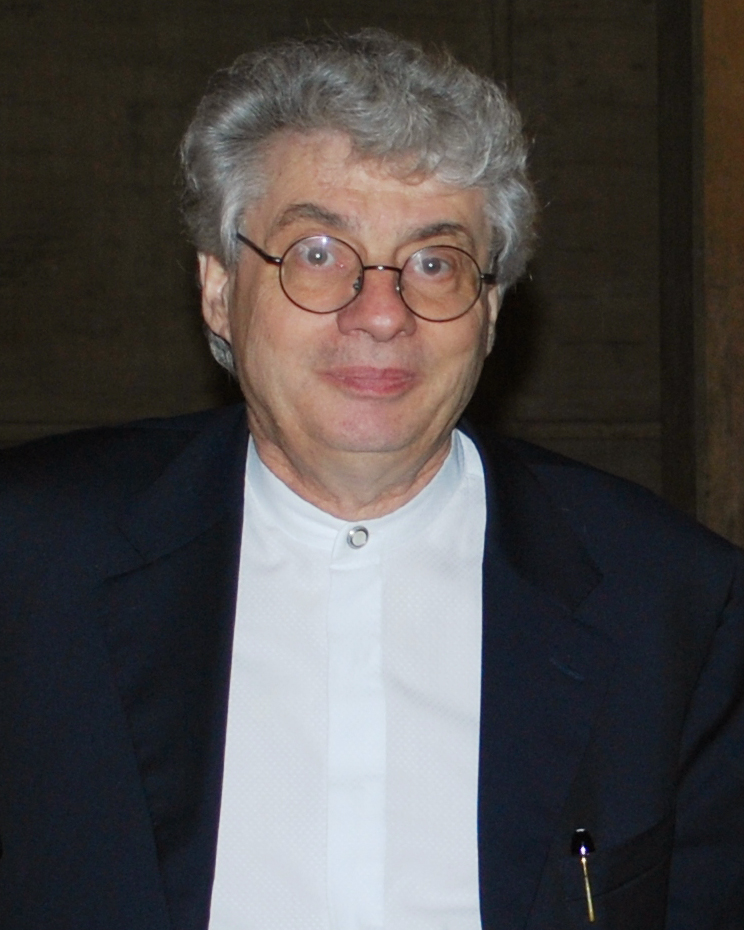
Mario Botta

- Max Huber (1919–1992), Maler, Grafiker
- Giuseppe Bolzani (* 30. August 1921 in Bellinzona; † 26. Juli 2002 in Mendrisio), Kunstmaler, Zeichner, Dozent im Lehrerseminar von Locarno
- Mario Cairoli (* 30. März 1923 in Mendrisio; † 23. Januar 2004 in Arzo), aus Mendrisio, Dirigent wohnte in Mendrisio[198]
- Maria Ghioldi-Schweizer (* 21. Juli 1924 in Mendrisio; † 12. Juni 2010, ebenda), Politikerin[199]
- Alessandro Torriani (1924–2002), Schweizer Offizier, Instruktionsoffizier der Infanterie, Brigadier und ehemaliger Kommandant der Territorialzone 9.
- Aldo Ghedin (* 6. Mai 1926 in Treviso; † 30. Mai 1998 in Mendrisio), Organist, Ritter und Commendatore della Repubblica Italiana. Seit 1958 wohnte in Riva San Vitale[200]
- Pio Fontana (* 23. Oktober 1927 in Balerna; † 8. März 2001 in Mendrisio), Dozent, Schriftsteller, Kritiker[201]
- Armand Rondez (* 5. Juni 1928 in Zürich; † 7. Mai 1986 ebenda), Kunstmaler, Kupferstecher[202]
- Luigi Snozzi (* 29. Juli 1932 in Mendrisio; † 29. Dezember 2020 in Minusio), Architekt und Professor für Architektur am École Polytechnique Fédérale de Lausanne
- Pierluigi Rossi (* 24. August 1934 in Mendrisio; † 29. Juni 2017 ebenda), Anwalt, Politiker (PPD), Gemeindepräsident von Mendrisio[203]
- Claudio Cavadini (* 28. Juni 1935 in Mendrisio; † 28. März 2014 ebenda), Musiker und Komponist[204]
- Werner Carobbio (* 10. November 1936 in Mendrisio; † 7. November 2023), Politiker
- Sergio Morello (* 23. Februar 1937 in Mendrisio), Maler, Grafiker, Bildhauer, und Zeichenlehrer schuf Umweltkunst, Grafik und Installation[205]
- Fernando Bordoni (* 15. Juli 1937 in Mendrisio), Künstler und Kunstpädagoge
- Flora Ruchat-Roncati (1937–2012), Architektin und ETH-Professorin
- Lucio Tappa (* 8. Februar 1939 in Mendrisio), Maler, Zeichner, Graphiker schuf Collage[206]
- Rosita Rosato (* 18. Februar 1939 in Mendrisio; † 13. Mai 2016 ebenda), aus Chiasso, Zeichnerin, Malerin und Bildhauer. Sie schuf Ölmalerei, Pastell, Zeichnung, Aquarell und Gipsskulptur[207]
- Dario Robbiani (1939–2009), Schweizer Fernseh-Journalist, Politiker (SP) und Nationalrat
- Alberto Nessi (* 1940 in Mendrisio), Schriftsteller, Dichter, Sekundarlehrer
- Flavio Medici (* 1940 ? in Mendrisio), Professor am Lyzeum von Lugano, Schriftsteller, Literaturkritiker[208]
- Paolo Bellini (* 28. Februar 1941 in Mendrisio), Bildhauer schuf Figurative und abstrakte Werke[209][210]
- Bruno Monguzzi (* 1941), Grafikdesigner, Typograf und Lehrer
- Andrea Radaelli (* 1. Januar 1942 in Mendrisio), Maler, Grafiker, Mosaiker und Lehrer für Kunsterziehung. Er schuf Zeichnung,  Bühnenbild für das Fernsehen und Bildhauerei[211]
- Mario Botta (* 1943), Architekt
- Jean-Claude Guélat (* 12. März 1946 in Bure; † 7. Janvier 1997 in Mendrisio), Künstler, Maler und Glaskünstler, Schüler von André Bréchet[212]
- Pierluigi Poretti (* 27. Juni 1946 in Mendrisio), Maler, Zeichner schuf Fresko und Gravur[213]
- Marco Fantuzzi (* 1946 in Mendrisio), Doktor Phil 1 der Universität Freiburg (Schweiz), Dozent und Übersetzer unterrichtete er an der École de traduction et d’interprétation der Universität Genf; Schriftsteller: Monte Rosa, Graeca capta, Die Schweizerin, Diario d’aldilà[214]
- John Noseda (1948–2022), Rechtsanwalt, Politiker (SSP), Tessiner Grossrat und Generalstaatsanwalt des Kantons Tessin (2010)

### Nach 1950
- Rossano Bervini (* 1951 in Mendrisio ?), Anwalt und Politiker, Tessiner Staatsrat bis 1991[215]
- Alex Pedrazzini (1951–2021), Schweizer Politiker, Staatsrat und Militär
- Marisa Casellini-Bernasconi (* 9. Oktober 1951 in Mendrisio), Malerin, macht Installation, Skulptur, Assemblage und Collage[216]
- Anna Bianchi (* 19. Februar 1953 in Mendrisio), Bildhauerin und Designerin schuf Dekoration Arbeit und transparente Nachtbilder[217][218]
- Massimo Daviddi (* 1954 in Florenz), Schriftsteller, Soziologe, Dichter. Im Jahr 2012 gewann er den Bundespreis für Literatur für Il silenzio degli operai. (Mailand, La Vita Felice), wohnt in Mendrisio[219]
- Francesco Vella (* 13. August 1954 in Mendrisio), Maler schuf Konzeptart[220]
- Fabio Pusterla (1957), Dozent, Schriftsteller und Dichter
- Fabrizio Soldini (* 1. Juli 1957 in Mendrisio), Maler, Bildhauer, Siebdrucker, Xylograf schuf Multimedia-Installation[221]
- Marco Lupi (* 6. Mai 1958 in Mendrisio), Maler und Zeichner[222]
- Vittorio Frigerio (1958), italienisch-kanadisch-schweizerischer Romanist und Schriftsteller
- Valerio Olgiati (1958), aus Poschiavo, Architekt, ordentlicher Professor an der Università della Svizzera italiana in Mendrisio
- Giovanni Fontana (* 1959 in Mendrisio), Gymnasiallehrer und Autor von Studien zur Literatur des fünfzehnten Jahrhunderts (Cantare di Madonna Elena, Accademia della Crusca, 1992), Schriftsteller[223]
- Gianmarco Torriani (* 4. Mai 1961 in Mendrisio), Maler, Zeichner, Bildhauer schuf Assemblage. Er lebt in der Schweiz und in den Vereinigten Staaten[224]
- Stella Adorf (1963), Schauspielerin
- Alex (Alessandro) Pedrazzini, (* 1951), Politiker, Tessiner Grossrat und Staatsrat[225]
- Luigi Lorenzetti (* 1964), Forscher, Sozial- und Wirtschaftswissenschaftler, Publizist[226][227]

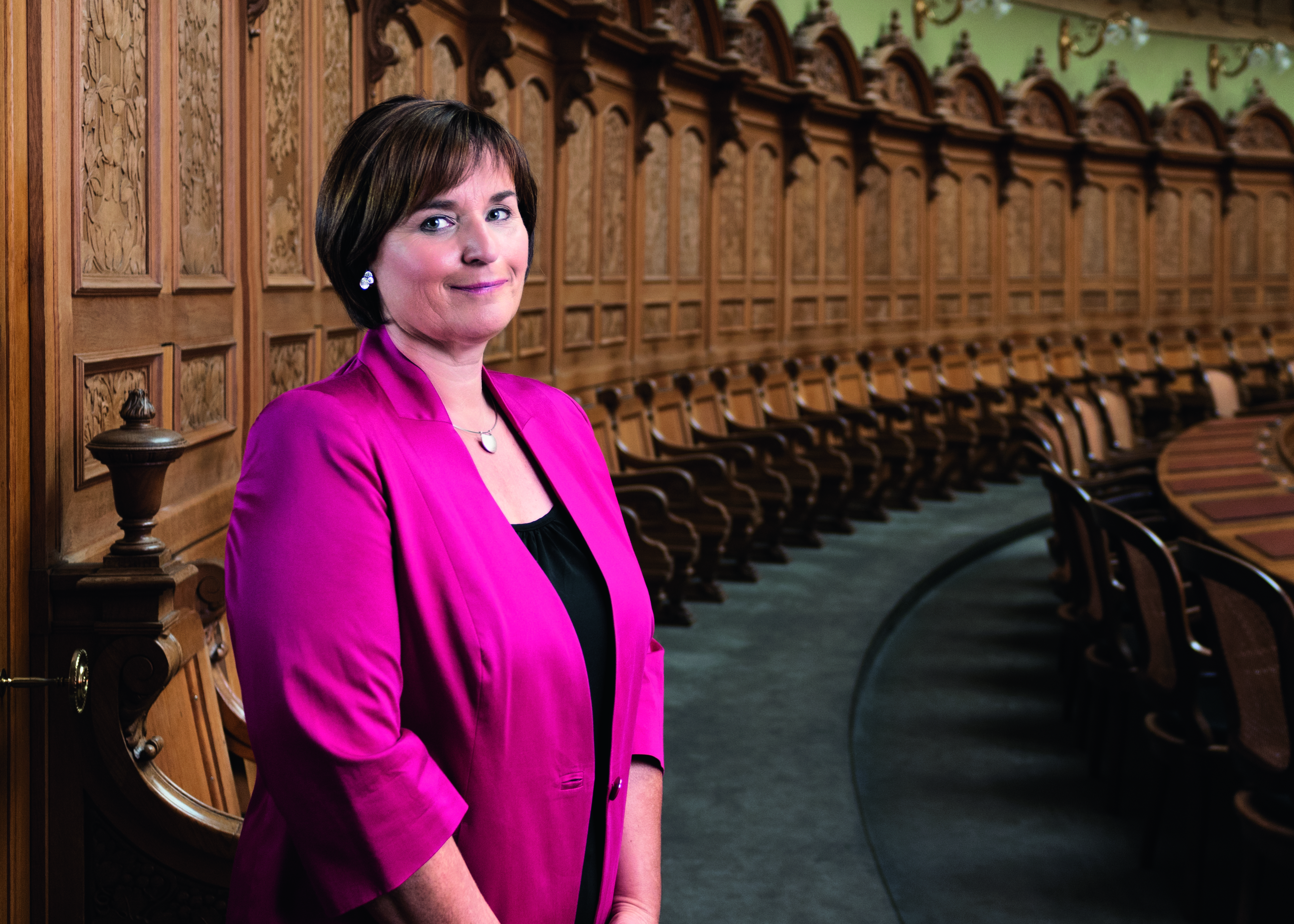
Marina Carobbio Guscetti

- Anselmo Fox (* 23. April 1964 in Mendrisio), Künstler, Bildhauer und Installationskünstler, seit 1994 in Berlin tätig[228]
- Loredana Müller (* 1. Juli 1964 in Mendrisio), Malerin, Kupferstecherin und Keramikarbeiterin[229]
- Carlo Silini (* 1965 in Mendrisio), Theologe der Universität Freiburg (Schweiz), Journalist und Chefredakteur an der Zeitung Corriere del Ticino, 2015 gewann er den Swiss Press Award, Schriftsteller[230][231]
- Mario Giudici (* 19. Mai 1965 in Mendrisio), er besuchte die Medizinische Fakultät und die Philosophische Fakultät der Universität Basel, Schriftsteller[232]
- Marina Carobbio Guscetti (1966), Politikerin der Sozialdemokratischen Partei der Schweiz
- Patrizio Solcà (* 16. Februar 1967 in Mendrisio), Künstler Lehrer, Videokünstler, Computerkunst, konzeptionelle Kunst, Installationen[233]
- Rocco Travella (1967), Bahnradsportler
- Marco Alloni (* 31. Juli 1967 in Mendrisio), Schriftsteller, Journalist, Premio Grinzane Cavour Esordiente 1990[234]
- Mauro Urbano (* 15. September 1968 in Mendrisio), Schriftsteller
- Paolo Ostinelli (1968), Historiker, Archivar
- Silvano Repetto (* 25. November 1968 in Mendrisio), Maler, Videokünstler und Performer, auch als Regisseur und Produzent tätig. 1993 gründete er das IFDUIF Video Festival[235]

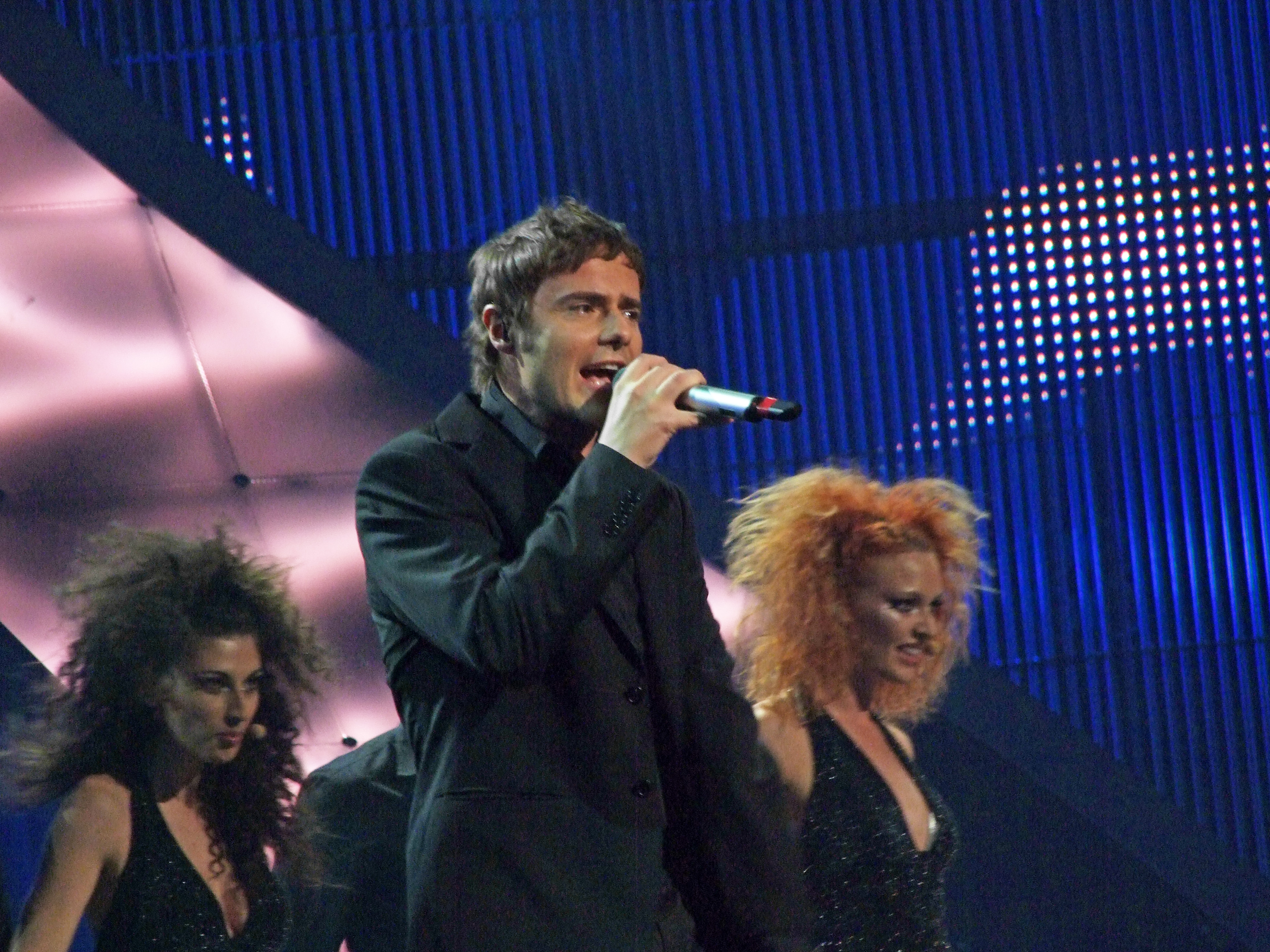
Paolo Meneguzzi

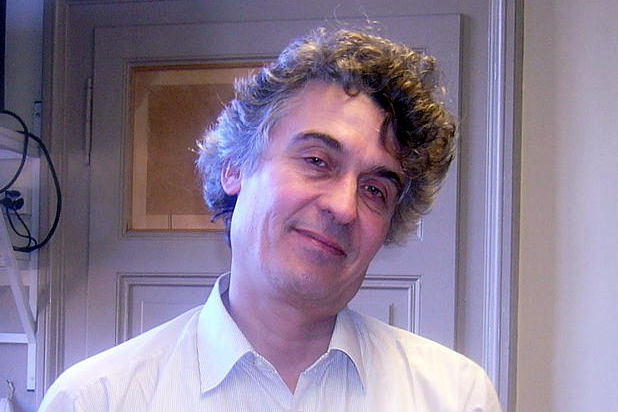
Fabio Pusterla

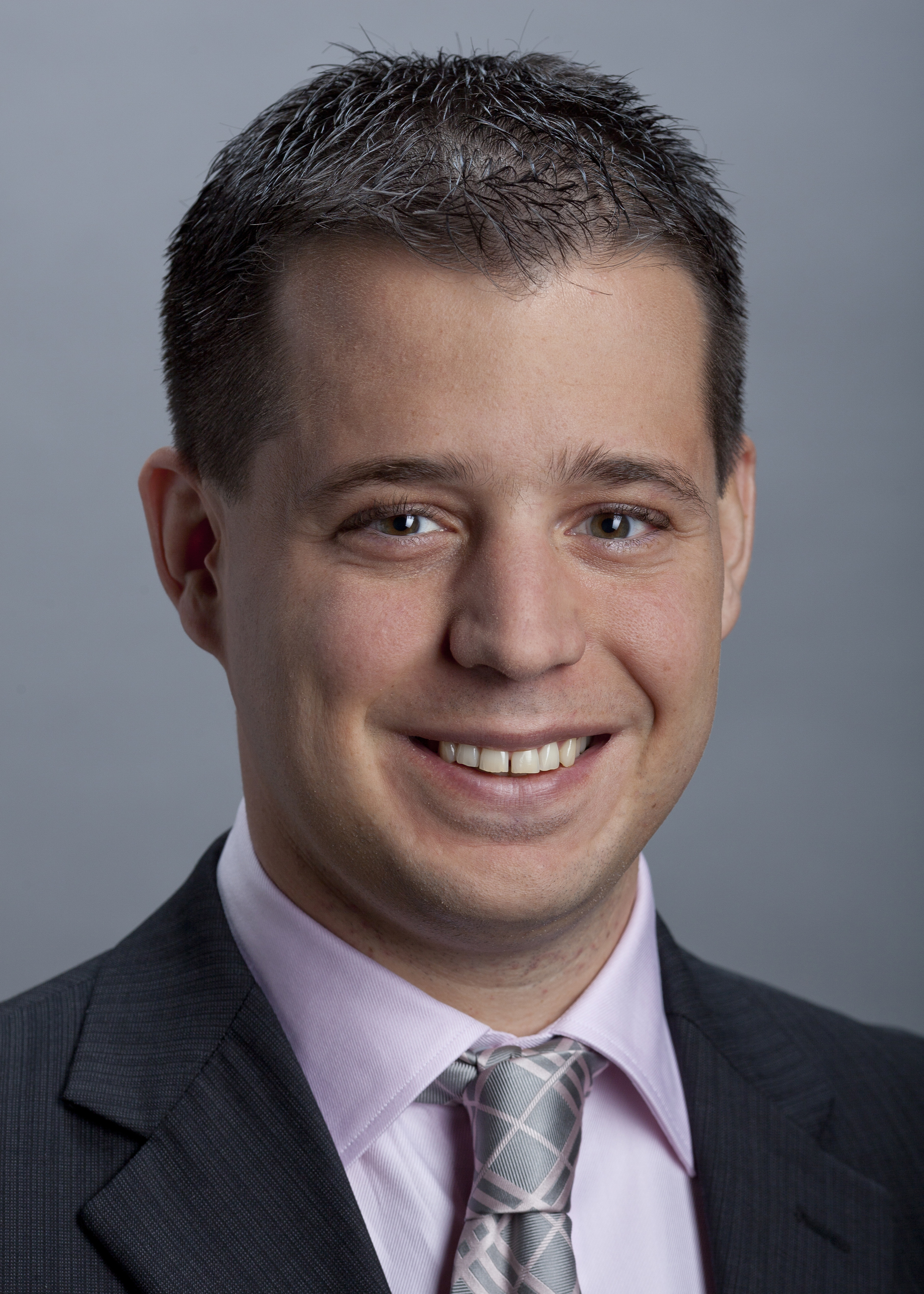
Marco Romano (2011)

- Marco Zürcher (* 17. Mai 1969 in Mendrisio), Bildkünstler, Grafikdesigner macht Assemblage, Installationen. Er arbeitet seit 1995 mit Matteo Terzaghi und wohnt in Balerna[236]
- Sandro Brotz (1969), Journalist, Moderator
- Andrea Crociani (* 9. November 1970 in Mendrisio), Künstler macht Installation, Fotografie, Video, Computerkunst, Mail Art und Fotokunst[237]
- Michele Moser (* 1971), Architekt, Designer, Kunstsammler[238]
- Diego Bernasconi (* 1971 in Mendrisio), schreibt Drehbücher für Filme und Theaterstücke und ist Autor von Büchern[239]
- Luca Zanetti (* 14. April 1971 in Mendrisio), Fotograf[240]
- Raphael Zuber (1973), Architekt und Gastprofessor an der Università della Svizzera italiana in Mendrisio
- Samoa Rémy (* 25. Oktober 1974 in Mendrisio), Visualartistin, Künstlerin macht Installation und Zeichnung. Sie ist tätig zwischen Oslo und Zürich[241]
- Cinzia Susanna (* 22. September 1975 in Mendrisio), Künstlerin, Bildhauerin, studierte an der Accademia di Belle Arti di Brera in Mailand[242]
- Paolo Meneguzzi (1976), Sänger
- Pascal Schwaighofer (* 5. Februar 1976 in Locarno), Bildhauer, Fotograf, Maler schuf Installationen, Skulpturen und Performance-Kunstwerke. Malerei, Fotografie und Druckgrafik[243][244]
- Marco Capodieci (* 1977 in Mendrisio), Autor von Theaterstücken, Drehbüchern und Romanen, sowie Produzent, Regisseur und Schauspieler im Theater und Kino[245]
- Andrea Bertagni (* 1978 in Mendrisio), Journalist und Schriftsteller[246]
- Laura Di Corcia (* 1978 in Mendrisio), Abschluss in Literatur an der Universität Mailand. Nach einigen Auslandserfahrungen (in Berlin und Los Angeles) kehrte sie nach Mendrisio zurück, freie Journalistin und Dichterin[247][248]
- Rodolfo Cerè (* 1979 in Mendrisio), Chefkoch und Schriftsteller, lebt in Zürich[249]
- Vega Tescari (* 1980? in Mailand?), Dozentin an der Accademia di architettura in Mendrisio, Autorin von literarischen und Sachtexten, hat sie sich mit der Übersetzung von Gedichten beschäftigt, wohnt in Lugano[250]
- Marco Romano (1982), heimatberechtigt in Mendrisio, Jurist, Chefredakteur, Politiker (Die Mitte, vormals CVP)
- Giuseppe (Pino) Zappia (* 24. Januar 1983 in Mendrisio), Maler, Zeichner, Bildhauer, Zeichenlehrer[251]
- Marta Margnetti (* 21. Januar 1989 in Mendrisio), Künstlerin, Bildhauerei, Installation und Performance[252]
- Roberto Kovac (1990), Basketballspieler
- Andrea Padula (1996), italienisch-rumänischer Fußballspieler